# Тулбуреа (Бузау)
Тулбуреа (рум. Tulburea) насеље је у Румунији у округу Бузау у општини Козиени. Oпштина се налази на надморској висини од 330 m.

## Становништво
Према подацима из 2002. године у насељу је живело 227 становника, од којих су сви румунске националности.